# 賴瑞隆
賴瑞隆（1973年11月15日—），臺灣政治人物，民主進步黨籍，現任立法委員、民進黨中央評議委員會主任委員，曾任民主進步黨立法院黨團副幹事長、立法院國會助理、高雄市政府海洋局局長、新聞局局長、觀光局主任秘書、建設局專門委員、行政院新聞局簡任祕書、行政院勞工委員會機要專員。

## 早年及教育
賴瑞隆出生於彰化縣，就讀臺北縣板橋市莒光國民小學、臺北縣立江翠國民中學、臺灣省立板橋高級中學，並擁有東吳大學政治系學士、國立臺灣大學國家發展研究所兩岸組碩士學位。

## 從政

### 高雄市政府新聞局長
2010年12月25日擔任高雄市政府新聞局長，提出「高雄不思議」為主軸行銷高雄，2011年全台首創城市代言人，邀請知名樂團五月天擔任高雄城市代言人。另外於2013年6月成功爭取黃色小鴨在高雄策展，成為第一個展出的台灣城市。2013年12月，《經理人月刊》舉辦2013年「100MVP經理人」，賴瑞隆被評選為「2013年十大超級MVP經理人」（SUPER MVP）。得獎原因：帶領高雄市新聞局爭取黃色小鴨首站到達高雄，並結合地方單位嚴謹執行，成功吸引超過近400萬人前往參觀，帶來10億周邊商機。

### 高雄市政府海洋局長
2014年2月24日接任高雄市政府海洋局。力推高雄城市轉型，發展藍色經濟，帶動漁業高附加價值產業。任內推動高雄五寶，建立海洋城市「高雄海味」品牌、舉辦魷魚季秋刀魚季、遊艇產業發展、郵輪經濟、漁村在地特色、漁港多元開發等政績。2014年5月8~11日於高雄展覽館登場「2014台灣國際遊艇展覽（2014 Taiwan international Boat Show）」，超過2,500名國外買家到高雄市觀展，也吸引超過7萬人次購票參觀，國內外訂單超過30億元。

## 立法委員
2015年3月7日，賴瑞隆辭去高雄市政府海洋局局長職務，投入民主進步黨高雄市第九選舉區（前鎮區51里、小港區）立法委員黨內初選；3月20日黨內民調出爐，賴瑞隆以33.70%勝出，正式獲得提名。2016年1月16日，首度代表民進黨投入立委選舉，以100,862票（該區新高）、得票率60.57%（該區新高），擊敗尋求連任的中國國民黨籍立委林國正。隨著其與劉世芳（高雄市第三選舉區）當選，該屆立委民進黨在高雄市所有席次皆勝出。
2019年賴瑞隆爭取連任，延續第九屆政績及建設爭取，持續深化相關政見並監督政府建設進度。同時因選舉區調整，加強旗津區建設交通觀光發展。初選面對剛當選議員的鄭光峰挑戰，通過初選後參與高雄市第八選舉區（前鎮區、小港區、旗津區）立委選舉。2020年1月11日，獲得13萬5052票當選，為2008年選舉區變革以來高雄史上最高票、全國第三高票。
2024年1月13日，獲得12萬1064票當選，二度獲高雄立委最高票。

## 選舉紀錄
| 年度 | 選舉屆數             | 選舉區           | 所屬政黨   | 得票數  | 得票率 | 當選標記   | 備註 |
| ---- | -------------------- | ---------------- | ---------- | ------- | ------ | ---------- | ---- |
| 2016 | 第九屆立法委員選舉   | 高雄市第九選舉區 | 民主進步黨 | 100,862 | 60.57% |            |      |
| 2020 | 第十屆立法委員選舉   | 高雄市第八選舉區 | 民主進步黨 | 135,052 | 57.73% | 選舉區重劃 |      |
| 2024 | 第十一屆立法委員選舉 | 高雄市第八選舉區 | 民主進步黨 | 121,064 | 57.75% |            |      |

## 外部連結
- 賴瑞隆| Facebook

| 中華民國政府職務 | 中華民國政府職務                         | 中華民國政府職務 |
| ---------------- | ---------------------------------------- | ---------------- |
| 高雄市政府       |                                          |                  |
| 前任： 藍健菖    | 海洋局局長 2014年2月24日—2015年3月9日    | 繼任： 柯尚余    |
| 前任： 首任      | 新聞局局長 2010年12月25日－2014年2月25日 | 繼任： 丁允恭    |